# 田中四郎左衛門
田中 四郎左衛門（たなか しろうざえもん、1884年（明治17年）11月13日 - 没年不明）は、日本の商人（槌屋、織物問屋）、実業家、資産家。族籍は東京府平民。

## 経歴
東京日本橋浜町生まれ。田中四郎左衛門の長男。1890年、家督を相続。1908年、早稲田大学専門部政治経済科を卒業。東京銀行監査役となる。
1917年、男爵の前島弥等とはかり、日章火災海上再保険を創立し、専務取締役に挙げられる。1918年、日章信託会社を起し、会長となる。
日本絹絨紡織取締役社長、大日本文華社長、白木屋呉服店、関東機械ナット各取締役、横浜生命保険支配人などをつとめる。

## 人物
謡曲を嗜む。宗教は浄土宗。住所は東京市日本橋区浜町1丁目、麹町区紀尾井町・同区三番町、四谷区南町。

## 家族・親族
田中家
田中家について、1937年に刊行された『馬越獅渓の面影』によると「田中家は元京都で数百年に亙り連綿として栄えた由緒ある大家であり、泰子夫人が馬越家へ入嫁した頃は東京の日本橋区本町に木綿卸店を有し、又本邸を同じく日本橋区浜町に構えていた」という。
- 父・四郎左衛門[8] - 1890年、病没する[5]。
- 母・麟[3][注 5]（1857年 - ?、大阪、高木半平の娘）[13]
- 妹・泰[3][注 6]（1889年 - ?、馬越恭平の二男幸次郎の妻）[4][10]
- 妻・千代子[3]（京都、三井養之助の二女[2][5]、三井弁蔵の妹[8]）
- 長男[8]
- 二男[8]
- 三男[8]
- 四男[8]
- 長女[8]

親戚
- 妹の夫の父・馬越恭平（大日本麦酒社長）